# Carl Browallius
Carl Axel Browallius, ursprungligen Andersson, född 7 juni 1868 i Uppsala, död 7 november 1944 i Engelbrekts församling i Stockholm, var en svensk skådespelare.

## Biografi
Browallius började sin teaterbana hos Fredrik Smitt 1886–1887. Tre år senare slog han igenom hos Carl Lund på Folkteatern där han bland annat spelade Cederström i Hattmakarens bal och Träff i Majorens döttrar. 1900–1901 var han knuten till Svenska teatern i Stockholm, 1901–1904 till Svenska Teatern i Helsingfors, 1904–1906 till Stora teatern i Göteborg och 1906–1934 till Dramaten. I övrigt spelade han i olika kringresande teatersällskap, 1887–1888 hos August Sandberg, 1890–1891 hos Axel Borin, 1892–1893 hos William Engelbrecht, 1893–1894 hos Emil Strömberg, 1894–1895 hos Ljungqvist och Tegnér, 1895–1899 hos Hjalmar Selander och 1899–1900 hos Emil von der Osten.
Browallius tilldelades 1933 Vasaorden.
Filmkritikern Bengt Idestam-Almquist har betecknat Browallius som den "flitigt använde andraplansaktören".
Han var gift med Gerda Pisani och far till författaren Irja Browallius. Carl Browallius är begravd på Norra begravningsplatsen utanför Stockholm 

## Filmografi i urval

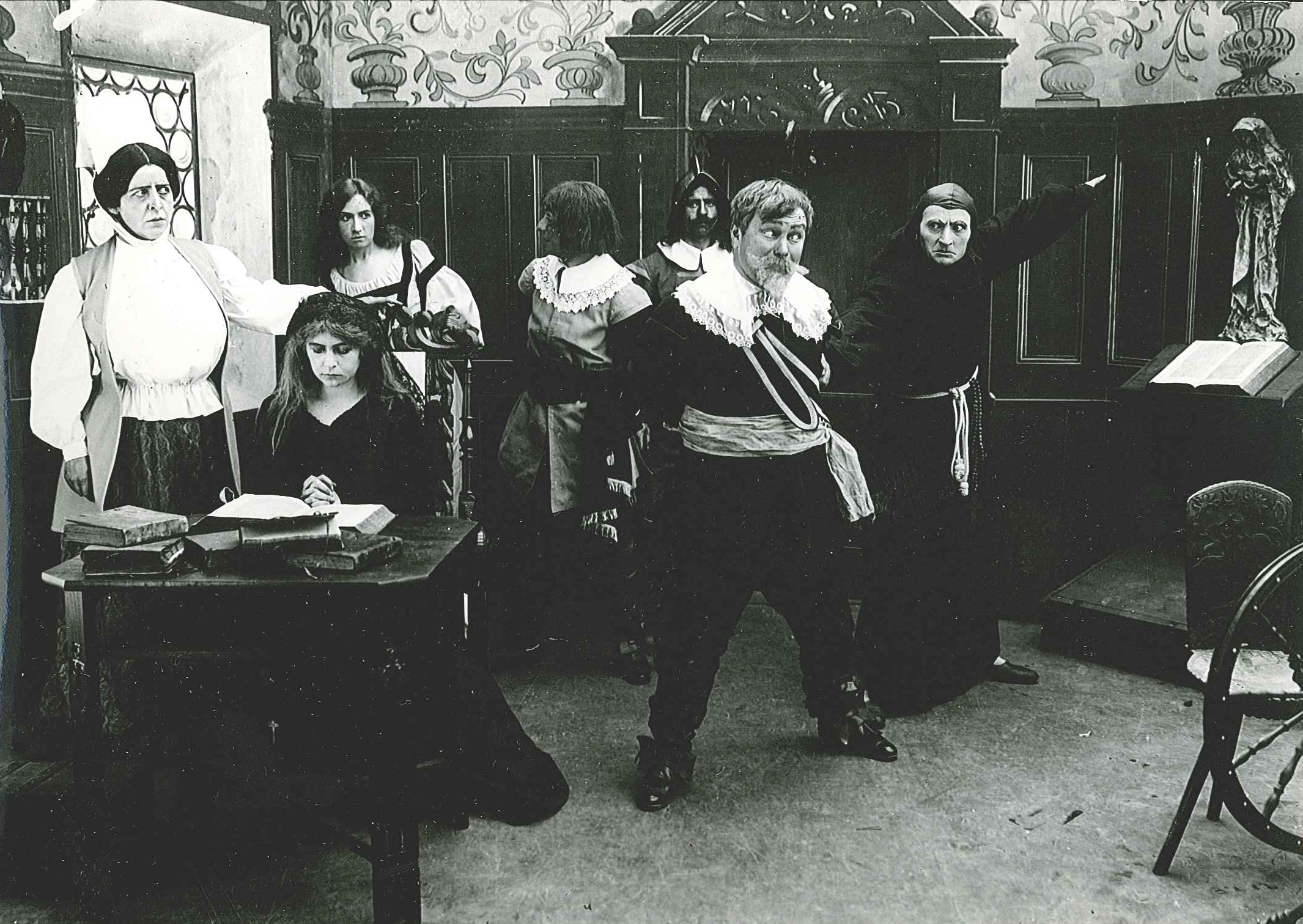
Browallius (något till höger om mitten) som lömsk katolsk munk i kostymfilmen Regina von Emmeritz och Konung Gustaf II Adolf (1910).

- 1910 – Regina von Emmeritz och Konung Gustaf II Adolf
- 1910 – Emigrant
- 1919 – Dunungen
- 1919 – Hans nåds testamente
- 1920 – Familjens traditioner
- 1920 – Carolina Rediviva
- 1920 – Karin Ingmarsdotter
- 1922 – Thomas Graals myndling
- 1922 – Kärlekens ögon
- 1923 – Mälarpirater
- 1923 – Anna-Clara och hennes bröder
- 1924 – Grevarna på Svansta
- 1924 – 33.333
- 1924 – Livet på landet
- 1925 – Ingmarsarvet
- 1925 – Damen med kameliorna
- 1925 – Hennes lilla majestät
- 1925 – Två konungar
- 1925 – Kalle Utter
- 1925 – Karl XII del II
- 1927 – En perfekt gentleman
- 1928 – Synd
- 1935 – Bränningar
- 1936 – Våran pojke
- 1936 – Äventyret
- 1936 – På Solsidan
- 1937 – Familjen Andersson
- 1938 – Sol över Sverige
- 1939 – Landstormens lilla Lotta
- 1939 – Efterlyst
- 1939 – Folket på Högbogården
- 1942 – Livet på en pinne

## Teater

### Roller (ej komplett)

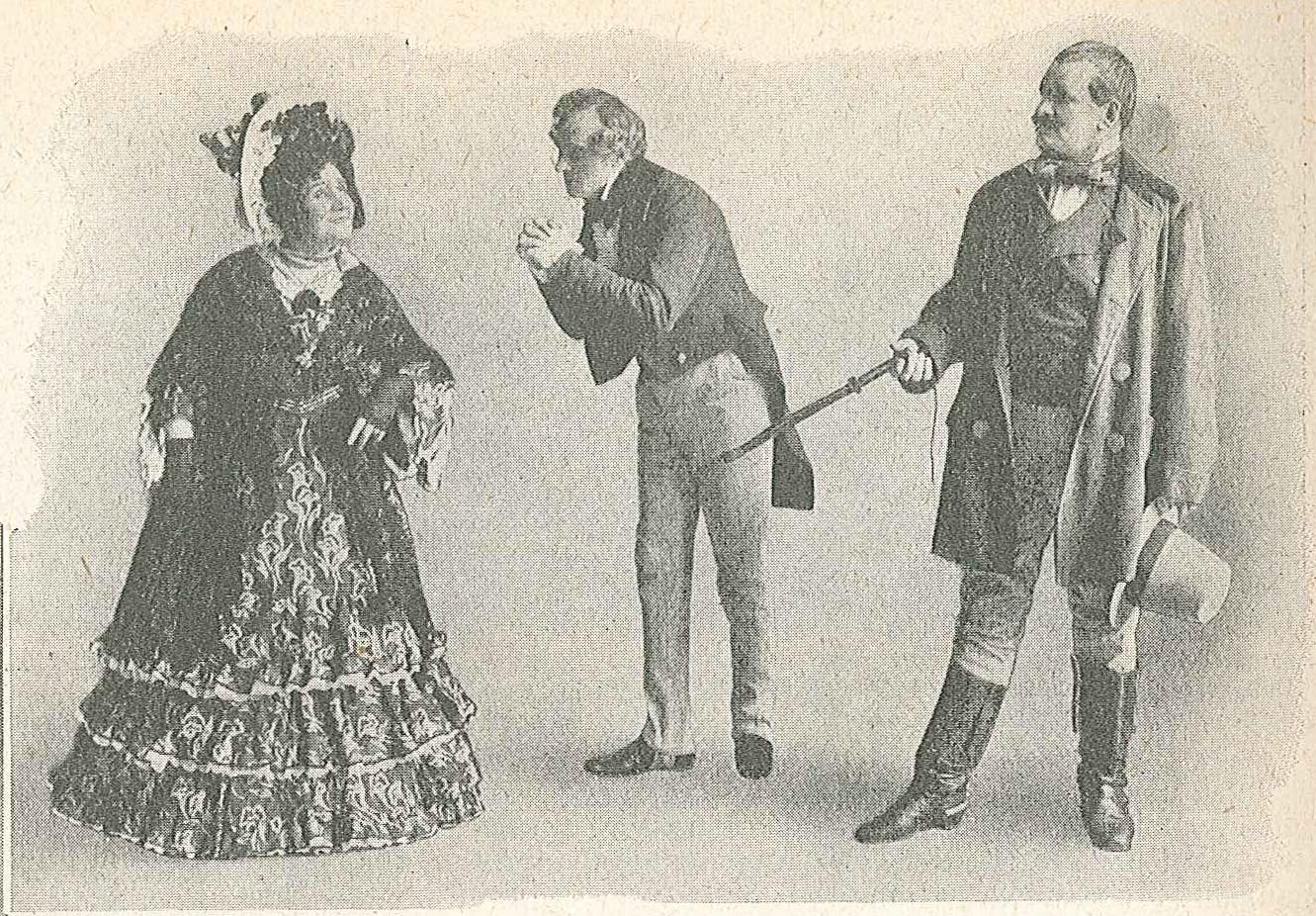
Carl Browallius (i mitten) tillsammans med Thecla Åhlander och Albin Lavén i Ivan Turgenjevs pjäs Arvsskiftet på Dramaten 1911. Foto: Hovateljér Jaeger, Stockholm.

| År   | Roll                            | Produktion                                              | Regi            | Teater             |
| ---- | ------------------------------- | ------------------------------------------------------- | --------------- | ------------------ |
| 1889 | Crollo                          | Ringaren i Notre Dame Charlotte Birch-Pfeiffer          |                 | Folkteatern        |
| 1906 | Schellhorn                      | Livets maskerad Ludwig Fulda                            |                 | Dramatiska Teatern |
| 1908 | Gorgibus                        | De löjliga preciöserna Molière                          | Emil Grandinson | Dramaten           |
| 1908 | Brenner                         | Den stora lidelsen Raoul Auernheimer                    | Gustaf Linden   | Dramaten           |
| 1908 | Higgins                         | Syndafloden Henning Berger                              | Gustaf Linden   | Dramaten           |
| 1915 | Chartrain                       | Äventyret Gaston Arman de Caillavet och Robert de Flers | Karl Hedberg    | Dramaten           |
| 1919 | Phipps                          | En idealisk äkta man Oscar Wilde                        | Karl Hedberg    | Dramaten           |
| 1920 | Schultze                        | Det röda bandet Carl Mathern och Toni Impekoven         | Karl Hedberg    | Dramaten           |
| 1921 | Altoum                          | Turandot Carlo Gozzi                                    | Olof Molander   | Dramaten           |
| 1921 | Dourlan                         | Hemkomsten Robert de Flers och Francis de Croisset      | Karl Hedberg    | Dramaten           |
| 1921 | Mannen i sängen                 | Svenskt folk Ivar Thor Thunberg                         | Gustaf Linden   | Dramaten           |
| 1921 | Mazzim Dunn                     | Villa Hjärtedöd George Bernard Shaw                     | Karl Hedberg    | Dramaten           |
| 1922 | Stepan Stepanowitsch Tschubukow | Ett frieri Anton Tjechov                                | Gustaf Linden   | Dramaten           |
| 1922 | Bourganeuf                      | Duvals skilsmässa Alexandre Bisson och Antony Mars      | Gustaf Linden   | Dramaten           |
| 1922 | Herr Sleeman                    | Herr Sleeman kommer Hjalmar Bergman                     | Olof Molander   | Dramaten           |
| 1922 | En drucken                      | Ett kasperspel Einar Rosenberg                          | Olof Molander   | Dramaten           |
| 1923 | Dominic                         | Vägen till Dover A. A. Milne                            | Karl Hedberg    | Dramaten           |
| 1923 | Pastor Chasuble                 | Mister Ernest Oscar Wilde                               | Gustaf Linden   | Dramaten           |
| 1923 | Hardcastle                      | Värdshuset Råbocken Oliver Goldsmith                    | Olof Molander   | Dramaten           |
| 1924 | Mousquet                        | Knock Jules Romains                                     | Karl Hedberg    | Dramaten           |
| 1925 | Greve de Giray                  | Kameliadamen Alexandre Dumas d. y.                      | Olof Molander   | Dramaten           |
| 1925 | Inkvisitorn                     | Sankta Johanna George Bernard Shaw                      | Gustaf Linden   | Dramaten           |
| 1927 | Pastorn                         | Doktor Mirakel Robert de Flers och Franois de Croisset  | Karl Hedberg    | Dramaten           |
| 1928 | Ransakningsdomaren              | Hoppla, vi lever! Ernst Toller                          | Per Lindberg    | Dramaten           |
| 1928 | Texel                           | Ryktbarhet Arnold Bennett                               | Gustaf Linden   | Dramaten           |
| 1929 | de Fontgeloy                    | Siegfried Jean Giraudoux                                | Olof Molander   | Dramaten           |
| 1930 | En äldre herre                  | Topaze Marcel Pagnol                                    | Gustaf Linden   | Dramaten           |
| 1930 | Francis Keating                 | Ungkarlspappan Edward Childs Carpenter                  | Olof Molander   | Dramaten           |
| 1931 | Nicobar, utrikesminister        | Karusellen George Bernard Shaw                          | Gustaf Linden   | Dramaten           |
| 1931 | Cyrus Blottom                   | Pickwick-klubben František Langer efter Charles Dickens | Olof Molander   | Dramaten           |
| 1932 | Castellan                       | Majestät Marika Stiernstedt                             | Olof Molander   | Dramaten           |
| 1932 | Mr Deshee                       | Guds gröna ängar Marc Connelly                          | Olof Molander   | Dramaten           |
| 1932 | Jensen                          | Över förmåga Björnstjerne Björnson                      | Alf Sjöberg     | Dramaten           |
| 1933 | Mårten Secretarius              | Mäster Olof August Strindberg                           | Olof Molander   | Dramaten           |
| 1937 | Fadern Jappe                    | Vår ära och vår makt Nordahl Grieg                      | Alf Sjöberg     | Dramaten           |
| 1938 | Biskop von Beugel               | Han sitter vid smältdegeln Kaj Munk                     | Olof Molander   | Vasateatern        |
| 1940 | Morten Kihl                     | En folkfiende Henrik Ibsen                              | Olof Molander   | Vasateatern        |
| 1940 | Biskop Jussey                   | Eldprovet Henry Kistemaeker                             | Martha Lundholm | Vasateatern        |
| 1941 | Doktor Evans                    | Nog lever farfar Paul Osborn                            | Olof Molander   | Vasateatern        |

### Fotnoter
1. ↑  ”Carl Browallius”. Svensk Filmdatabas. http://www.sfi.se/sv/svensk-filmdatabas/Item/?type=PERSON&itemid=57382&ref=%2ftemplates%2fSwedishFilmSearchResult.aspx%3fid%3d1225%26epslanguage%3dsv%26searchword%3dCarl+Browallius%26type%3dPerson%26match%3dBegin%26page%3d1%26prom%3dFalse. Läst 18 februari 2013.
2. ↑  Svensk uppslagsbok, andra upplagan 1947
3. ↑  ”Dramatens jubileum”. Dagens Nyheter:  s. 24. 19 februari 1933. http://arkivet.dn.se/arkivet/tidning/1933-02-19/48/24. Läst 14 juli 2015.
4. ↑  Bengt Idestam-Almquist: När filmen kom till Sverige – Charles Magnusson och Svenska Bio (Stockholm 1959) sidan 387.
5. ↑  Hitta graven
6. ↑  SvenskaGravar
7. ↑  ”Teaterannons”. Dagens Nyheter:  s. 4. 16 mars 1889. http://arkivet.dn.se/arkivet/tidning/1889-03-16/7367b/4. Läst 28 juli 2015.
8. ↑  Thore Blanche (1906). Frithiof Hellberg. red. ”Teater och musik”. Idun: Illustrerad tidning för kvinnan och hemmet (Stockholm: Frithiof Hellberg) 19 (37):  sid. 452. Arkiverad från originalet den 20 november 2015. https://web.archive.org/web/20151120225815/http://www.ub.gu.se/fasta/laban/erez/kvinnohistoriska/tidskrifter/idun/1906/pdf/1906_37.pdf. Läst 20 november 2015.
9. ↑  ”Han sitter vid smältdegeln”. Musikverket. http://calmview.musikverk.se/CalmView/Record.aspx?src=CalmView.Performance&id=PERF14235&pos=406. Läst 1 maj 2016.
10. ↑  Svenska Dagbladets årsbok 1940 s. 211
11. ↑  ”Eldprovet”. Musikverket. http://calmview.musikverk.se/CalmView/Record.aspx?src=CalmView.Performance&id=PERF14269&pos=417. Läst 1 maj 2016.
12. ↑  ”Nog lever farfar”. Musikverket. http://calmview.musikverk.se/CalmView/Record.aspx?src=CalmView.Performance&id=PERF14263&pos=420. Läst 1 maj 2016.